# Molestia
Genre
Molestia est un genre d'araignées aranéomorphes de la famille des Linyphiidae.

## Distribution
Les espèces de ce genre se rencontrent en Chine et en France.

## Liste des espèces
Selon World Spider Catalog (version 24.5, 10/08/2023) :
- Molestia ancoraria Irfan, Zhang & Peng, 2022
- Molestia caudata Irfan, Zhang & Peng, 2022
- Molestia hamifera (Simon, 1884)
- Molestia molesta (Tao, Li & Zhu, 1995)
- Molestia pollicaris Irfan, Wang & Zhang, 2023
- Molestia yaojiapingensis Irfan, Zhang & Peng, 2022

## Systématique et taxinomie
Ce genre a été décrit par Tu, Saaristo et Li en 2006 dans les Linyphiidae.

## Publication originale
- Tu, Saaristo & Li, 2006 : « A review of Chinese micronetine species (Araneae: Linyphiidae). Part II: seven species of ex-Lepthyphantes. » Animal Biology, vol. 56, no 3, p. 403-421.